# Rhinopodisma xizangensis
Rhinopodisma xizangensis is een rechtvleugelig insect uit de familie Dericorythidae. De wetenschappelijke naam van deze soort is voor het eerst geldig gepubliceerd door Niu & Zheng.